# Хемули
Хе́мули (швед. Hemulen, фин. Hemuli) — существа из серии книг о Муми-троллях финской писательницы Туве Янссон, в оригинале писавшей на шведском языке. Типичный хемуль — это лысый здоровяк с огромной, слегка приплюснутой мордой, одетый в форменный мундир или тётушкино платье с оборками — подобие судейской мантии или халата учёного. Носит огромные ботинки. Хемули — сквозные персонажи, фигурирующие в большинстве книг о муми-троллях. Эти существа являются упорядочивающей и организующей силой в мире, где большинство персонажей легкомысленно и безалаберно. Хемули выполняют функции контролёров, сторожей, воспитателей, полицейских, играют в духовых оркестрах. Отсюда и характерный хемульский типаж: солидный, прямолинейный и усердный труженик, без особой тонкости характера, почти лишённый чувства юмора, вкуса и такта. Когда у хемуля нет постоянной работы, он находит себе хобби и отдаётся ему без остатка, будь то коллекционирование бабочек или катание на лыжах.

Хемуль из книги «Шляпа волшебника»

Хемули исполнены благих намерений и обычно обладают хорошими качествами, покрывающими все их недостатки. Остальные обитатели Муми-дола нередко сердятся на хемулей, которые раздражительны, любят покомандовать, шумные и резкие. Однако, и среди них попадаются исключения — тихая хемулиха из «Опасного лета» или хемуль — любитель тишины из одноимённого рассказа. Особняком стоит Хемуль из завершающего цикл романа «В конце ноября» — это типичный хемуль-труженик, не находящий себе места из-за однообразия житейской суеты и ищущий прибежище в муми-доме.
Хемулей также можно увидеть в различных комиксах и мультфильмах о Муми-троллях.